# Terrence Jennings
Terrence Jennings (Sacramento, 2 novembre 1988) è un ex cestista statunitense.